# Post Mortem – Beweise sind unsterblich
Post Mortem ist eine deutsche Kriminal-Fernsehserie mit Schwerpunkt auf Spurensicherung und Rechtsmedizin, die von der Sony Pictures Film und Fernseh Produktions GmbH für RTL produziert wurde. Sie erinnert an die US-amerikanische CSI-Reihe.

## Handlung
In abgeschlossenen Episoden ermittelt ein fünfköpfiges Team des Kölner Instituts für Rechtsmedizin um Dr. Daniel Koch, wie aufgefundene Opfer zu Tode gekommen sind und ob in den jeweiligen Fällen ein Verbrechen vorliegt, ein Unfall, ein Selbstmord oder ein natürlicher Exitus. Hierzu nimmt in der Regel Dr. Koch zusammen mit Dr. Bergmann die Obduktionen vor, während Spuren aller Art von Dr. Moritz analysiert werden. Für eine Rekonstruktion der Tat oder des Unfalls ist Frederick Peyn, der Jüngste im Team, zuständig. Hinzu kommt noch Kommissar Brandt, der die Ermittlungen für die Polizei leitet.

## Hintergrund

### Konzeption
Aufgrund des großen Erfolges der US-amerikanischen Fernsehserie CSI: Den Tätern auf der Spur und deren Ablegern entschied sich RTL 2006 dazu, ebenfalls eine Kriminalserie über Gerichtsmediziner zu produzieren. Den Titel wurde dem ähnlich angelegten Fernsehfilm Post Mortem – Der Nuttenmörder entlehnt, den RTL bereits 1996 produziert hatte. Allerdings wurden keinerlei Figuren aus dem Film übernommen. Headwriter war Lorenz Lau-Uhle. Die Effekteinstellungen wurden von der Kölner Firma Pixellusion bearbeitet. Für die Leicheneffekte war Robert Rebele verantwortlich.
Während die Serie sich thematisch an CSI orientiert, wurden Schnitte und visueller Stil eher 24 entnommen: Häufig werden sichtbar unruhige Handkameras eingesetzt, die auch oft von der Nahe (teilweise auch noch kleiner) direkt ohne Schnitt auf die Großaufnahme gehen – ein Markenzeichen der US-amerikanischen Serie. Auch wurden in einer 45-Minuten-Folge 1.300 bis 1.500 Schnitte gesetzt. Ein derartig hohes Tempo in der Bildfolge kennt man sonst nur aus Werbespots und Musikvideos.

### Veröffentlichung und Programmumfeld
Die Premiere war mit über 5,7 Millionen Zuschauern bei 15,9 Prozent Marktanteil durchaus erfolgreich. In der zweiten Woche sank die Zuschauerzahl aber bereits um über eine Million. Auch in den Folgewochen ging das Zuschauerinteresse weiter zurück bis bei Folge 8 mit nur noch 2,72 Millionen Zuschauern der Tiefpunkt erreicht wurde. Erst die letzte Folge der ersten Staffel verzeichnete wieder einen Anstieg der Quote auf 3,36 Millionen Zuschauer. Die erste Staffel der Serie wurde am 8. November 2007 durch Sony Pictures Entertainment auf DVD veröffentlicht.
Trotz der nicht zufriedenstellenden Quotenentwicklung während der ersten Staffel gab RTL im April 2007 eine weitere Staffel in Auftrag. In dieser wurde die zuvor kritisierte Kameraführung deutlich beruhigt und die Besetzung durch Minh-Khai Phan-Thi als Dr. Yvonne Janus ergänzt. Zu sehen waren die acht neuen Folgen seit dem 17. Januar 2008 auf dem gleichen Sendeplatz. Fünf Jahre nach der letzten Ausstrahlung – am 5. April 2013 – erschien die komplette Serie ergänzt um den Untertitel Beweise sind unsterblich bei Turbine Medien. Diese DVD-Edition wurde unter anderem vom bekannten Kriminalbiologen Mark Benecke kommentiert.
Parallel zu Post Mortem auf RTL adaptierte Konkurrenzsender Sat.1 das ähnlich angelegte RIS – delitti imperfetti aus Italien, das bereits dort sehr erfolgreich war. Sowohl Post Mortem als auch R. I. S. – Die Sprache der Toten gingen annähernd zeitgleich zum ersten Mal auf Sendung. Doch auch das Sat.1-Format schwächelte am sonntäglichen Sendeplatz und wurde deshalb ebenfalls schnell abgesetzt.

## Episodenliste
| # | Titel             | Premiere      | Regie               | Drehbuch                                            |
| - | ----------------- | ------------- | ------------------- | --------------------------------------------------- |
| 1 | Familiengrab      | 18. Jan. 2007 | Thomas Jauch        | Lorenz Lau-Uhle                                     |
| 2 | Das Geständnis    | 25. Jan. 2007 | Thomas Jauch        | Lorenz Lau-Uhle, Clemens Murath                     |
| 3 | Amok              | 1. Feb. 2007  | Thomas Jauch        | Lorenz Lau-Uhle                                     |
| 4 | Hundefutter       | 8. Feb. 2007  | Thomas Jauch        | Wolf Rüdiger Kuhl, Lorenz Lau-Uhle                  |
| 5 | Grenzenlose Liebe | 15. Feb. 2007 | Thomas Jauch        | Lorenz Lau-Uhle, Claus Stirzenbecher                |
| 6 | Die Suche         | 22. Feb. 2007 | Elmar Fischer       | Hannes Jaenicke, Wolf Rüdiger Kuhl, Lorenz Lau-Uhle |
| 7 | Notwehr           | 1. März 2007  | Elmar Fischer       | Lorenz Lau-Uhle, Andreas Knop                       |
| 8 | Tod auf Raten     | 8. März 2007  | Florian Froschmayer | Lorenz Lau-Uhle, Clemens Murath                     |
| 9 | Alte Wunden       | 15. März 2007 | Florian Froschmayer | Lorenz Lau-Uhle                                     |

| # | Titel                 | Premiere      | Regie           | Drehbuch                                           |
| - | --------------------- | ------------- | --------------- | -------------------------------------------------- |
| 1 | Körperteile           | 17. Jan. 2008 | Thomas Jauch    | Lorenz Lau-Uhle                                    |
| 2 | Einsame Herzen        | 24. Jan. 2008 | Thomas Jauch    | Lorenz Lau-Uhle, Frank Speelmans, Douglas Wissmann |
| 3 | Schutzlos             | 31. Jan. 2008 | Christoph Stark | Lorenz Lau-Uhle, Ralf Löhnhardt                    |
| 4 | Treibgut              | 7. Feb. 2008  | Christoph Stark | Lorenz Lau-Uhle, Claus Stirzenbecher               |
| 5 | Tod im OP             | 14. Feb. 2008 | Uwe Janson      | Peter Dommaschk, Lorenz Lau-Uhle                   |
| 6 | Helden                | 21. Feb. 2008 | Christoph Stark | Stefan Holtz, Florian Iwersen, Lorenz Lau-Uhle     |
| 7 | Jenseits vom Paradies | 28. Feb. 2008 | Eoin Moore      | Peter Dommaschk, Lorenz Lau-Uhle                   |
| 8 | Tödliche Wolke        | 3. März 2008  | Eoin Moore      | Georg Heinzen, Lorenz Lau-Uhle                     |